# Ajna

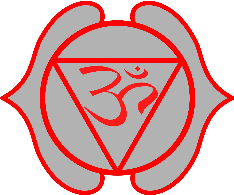
Het Zesde Chakra, voorgesteld met twee bloembladen en het derde oog van Shiva. De zaadlettergreep in het midden is Om.

Ajna (आज्ञा) is Sanskriet voor weten en is het zesde chakra volgens de tradities binnen het hindoeïsme en yoga, waarbinnen chakra's lichamelijke, emotionele en spirituele componenten bevatten. Het Ajna Chakra wordt ook wel het Derde Oog, Goddelijk oog en Shiva's Oog genoemd.
Ajna bevindt zich in het midden van het voorhoofd, net boven het punt tussen de wenkbrauwen en staat voor oplettendheid en bewustzijn.

## Betekenis

### Lichamelijk
Het voorhoofdchakra zou de werking van alle endocriene klieren beïnvloeden en is vanuit die filosofie essentieel voor de gezondheid. Vanuit de natuurlijke verbinding met alles dat bestaat ontstaat weten dat zich voorbij de dialectiek van het denken begeeft. Elke fixatie die voorkomt uit onze persoonlijkheid creëert een onbalans, deze onbalans bewust zijn en toestaan is de balans herstellen. Een optimale fysieke gezondheid komt voort uit een Ajna chakra dat volledig in balans is, waarbij onze persoonlijkheid resoneert met het bewustzijn van onze fundamentele natuur. 
De twee klieren zien er uit als bruine korreltjes zand. Het ene lichaam is positief, het andere negatief geladen.

### Emotioneel
Als de levensenergie zich in het zesde chakra verzamelt en blokkades worden opgeheven, zou het mogelijk zijn om een hoger bewustzijn te bereiken. Een belangrijk symbool voor het zesde chakra is Shakti Hakini, een androgyne godheid, die zowel het mannelijke als vrouwelijk aspect vertegenwoordigt, waardoor de dualiteit wordt overstegen. Het Ajna-chakra staat voor de verzorging van de verbinding met de geestelijke wereld en de opening van de poorten naar intuïtieve kennis. Het verwijst naar een werkelijkheid die tevoorschijn komt zodra het dualistisch waarnemen van de wereld overstegen wordt en de gedachten tot rust komen.

## Spiritueel
Het Ajna chakra is de zetel van mahat tattva (kosmisch bewustzijn) en met dit instrument wordt goddelijke visie (inzicht) bewerkstelligt, waardoor de sadhaka de ziener en kenner wordt van elk gewenst object. Ook kunnen de siddha's (verheven wezens) worden geschouwd. 
In meditatie tracht de yogi, die met ogen gesloten zit, de innerlijke reis door de kosha's (lichamen, omhulsels) te zien, middels dit goddelijke oog. Het doel is het Zelf (purusha) te zien en te kunnen onderscheiden van alles wat prakriti (uit 'oer-materie') is. Zo maakt de yogi onderscheid tussen Zelf en niet-Zelf, ziel en lichaam. Als dat onderscheid geheel doorzien en gekend is, volgt de definitieve scheiding van purusha en prakriti: kaivalya, moksha (bevrijding, verlossing) uit samsara (het 'rad van wedergeboorte'). 

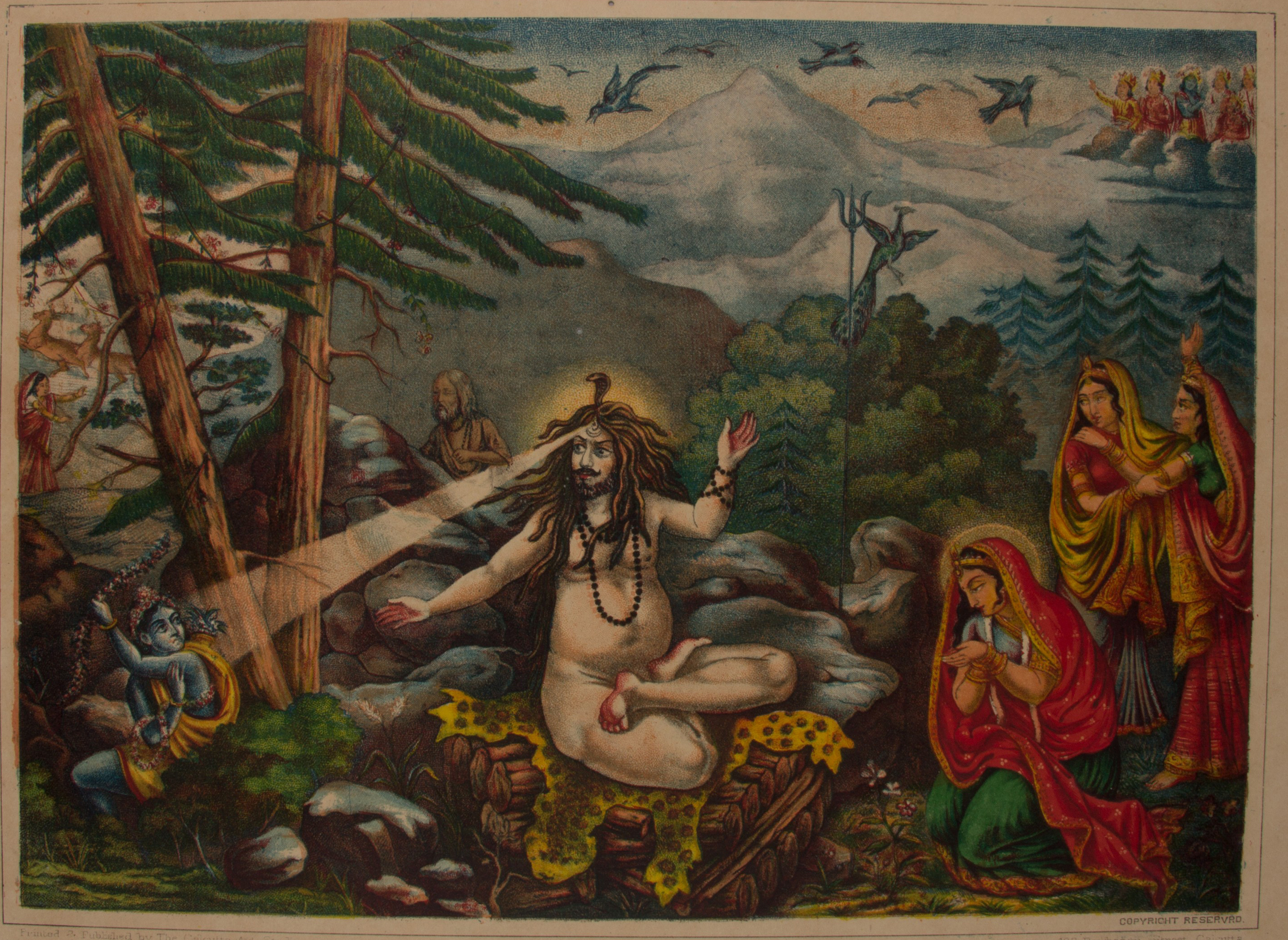
Shiva verbrandt Kamadeva met zijn derde oog tot as, lithografie, 1890

De twee bloembladen van het Ajna centrum verschijnen, omdat de drie nadi's (kanalen voor levensenergie)  ida, pingala en shushumna zich tussen de wenkbrauwen verenigen. Dit samenvloeien wordt triveni, mukta triveni, bhramari Guha, jnana netra (oog van Wijsheid) of Siva netra (oog van Shiva) genoemd. De drie nadi's eindigen vlak bij de brahmarandhra (sahasrara, duizendbladige lotus), de bovenste holte in de schedel. De yogi kan middels het Ajna chakra de brahmarandhra binnengaan.
Ajna chakra is 'het centrum van het goddelijk bevel': samkalpa (wilskracht) gaat als bevel van de ziel (in het hart) door dit centrum en wordt enorm sterk. Als voorbeeld dient het verhaal, waarin Shiva met dit oog Madana ('Amor') doodt.

### Symbolisch
Ajna wordt geassocieerd met de volgende symbolen:
- Goden: Ardhanarishvara, Hakini, Shakti en de godheid Ling
- Element: licht
- Kleur: indigoblauw of wit
- Dier: geen
- Lichaamsdelen: hypofyse, kleine hersenen, gezicht, ogen, zenuwstelsel
- Planeet: Jupiter

## Alternatieve namen
- Tantra's: Ajita-Patra, Ajna, Ajna-Pura, Ajna-Puri, Ajnamhuja, Ajnapankaja, Bhru-Madhya, Bhru-Madhya-Chakra, Bhru-Madhyaga-Padma, Bhru-Mandala, Bhru-Mula, Bhru-Saroruha, Dwidala, Dwidala-Kamala, Dwidalambuja, Dwipatra, Jnana-Padma, Netra-Padma, Netra-Patra, Shiva-Padma, Triweni-Kamala
- Veda's (latere Upanishads): Ajna, Baindawa-Sthana, Bhru Chakra, Bhruyugamadhyabila, Dwidala
- Purana's: Ajna, Dwidala, Trirasna